# Західносибірська тайга
Західносибі́рська тайга́ — екорегіон що охоплює Західносибірську рівнину, від Уральських гір на заході до річки Єнісей на сході та приблизно від 56 ° N до 66 ° N широти. Це величезна, рівнинна низинна область бореальних лісів (тайга), і водно-болотних теренів (40 % регіону — болота), що охоплює площу близько 1800 км W-E, та 1000 км N-S.

## Розташування та опис
Екорегіон розташований на Західносибірській рівнині з середніми висотами над рівнем моря: 100—300 метрів. Західною межею регіону є Урал, головною особистістю на заході регіону є річка Об та її головна притока річка Іртиш. На сході регіон обмежений річкою Єнісей, яка тече S-N, за якою розташовано екорегіон Східносибірської тайги, де клімат холодніший і рельєф більш горбистий. Південний край регіону обмежений поясом помірних лісів та лісостепом, що прямує вздовж Транссибірської залізниці.
На північ — тундра (Ямало-Гиданська тундра, що охоплює гирло річки Об і пов'язані з ним півострови), з перехідною зоною лінії лісу, яка становить близько 100 км де поступово щезають дерева. 
Регіон знаходиться в Палеоарктичній екозоні, з субарктичним кліматом (Dfb), та площею 1670283 км².

## Флора
Поганий дренаж гальмує ріст лісу. Темна тайга (ялина сибірська, ялиця сибірська та сосна сибірська) в основному зустрічається в заплавах річок, де кращий дренаж.
Оскільки навколишнє середовище суворе і в екорегіоні немає гірських притулків, біорізноманіття рослин невелике. Домінуються п'ять видів дерев: три види темної тайги (Picea obovata, Abies sibirica, Pinus sibirica), та Pinus sylvestris, Larix sibirica.
Близько 40 % території — болота. Заболочений характер місцевості пояснюється плоским рельєфом, поганим дренажем, та те, що опади перевищують випаровування в регіоні  На південному заході області є Васюганське болото, одне з найбільших боліт у світі, з середньою глибиною 2,3 метра.
На півночі в напрямку перехідної зони до тундри, відстань між деревами збільшується, між ними — лишайниковий покрив. На північ від 60° N широти — зона ізольованої або спорадичної мерзлоти; безперервна вічна мерзлота зустрічається лише на північ від екорегіону.

## Заповідники
- Денежкін Камінь (заповідник)[en]
- Ільменський заповідник
- Мала Сосьва (заповідник)[en]
- Припишминські Бори[en]
- Центральносибірський заповідник[en]
- Верхньотазовський заповідник[en]
- Юганський заповідник[en]